# 안타키아
안타키아(튀르키예어: Antakya, 그리스어: Αντιόχεια, 라틴어: Antiochia ad Orontem, 아랍어: انطاكية)는 튀르키예 남부 하타이 주의 중심지로 하타이 주의 주도(州都)이다. 안티오크(영어: Antioch), 안티오키아(라틴어: Antiochia), 안티오케이아(그리스어: Αντιόχεια)라고도 불렸다.
기원전 4세기경 그리스계의 셀레우코스 왕조에 의해 안티오케이아가 건설되어 알렉산드레이아와 함께 지중해 동부에서 가장 중요한 도시였다. 초기 기독교의 발전에서 중요한 역할을 했고 중요한 5개의 총대주교좌가 있는 도시 가운데 하나였다.
현재는 비록 튀르키예 영토이지만 시리아 국토에 깊숙히 파고들어 있어 매우 위험한 곳이다.

## 지리
안타키아는 튀르키예 남부 오론테스강 동안에 위치한 도시로 터키와 시리아의 국경 근처에 있다. 지중해 연안으로부터 약 22km 정도 내륙으로 들어가 있으며 전형적인 지중해성 기후로 여름은 덥고 건조하다. 농업이 중요한 산물로 근처의 비옥한 아미크 평원에서 집약적인 농업이 이루어지고 있어 가까운 지역에서 나는 농산물 관련 산업이 현재 안타크야의 경제적 기반을 이루고 있다. 주요 농산물은 밀, 목화, 포도, 올리브 등이다.

## 역사
기원전 323년 알렉산드로스 대왕이 죽고 그의 뒤를 이은 후계자들 가운데 한 사람인 셀레우코스 1세는 셀레우코스 제국을 세웠고 안티오케이아를 그 왕국의 중심도시로 정했다. 그 후로 이 도시는 계속 셀레우코스 제국의 중심지로서 번영을 누렸으며 지중해 동부에서 가장 중요한 도시로 성장하였고 로마, 알렉산드레이아에 이어 당시 유럽에서 세 번째로 큰 도시였다.
기원전 64년 로마에 편입되었고 시리아 속주의 주도가 되었으며, 제정 시대에도 계속 발전하였다. 특히 초기 기독교 때 선교와 신학 교육의 중심지로 크게 이름을 날렸는데 사도 바울로는 이곳을 중심으로 기독교 전파에 힘썼다. 그 후 동로마 제국 시대에도 중요한 도시로 발전했으며 기독교의 중요한 5개 총대주교구 가운데 하나가 되었다. 안티오케이아의 기독교 학파는 예수 그리스도의 신성을 강조하는 알렉산드레이아의 기독교 학파와는 달리 인성(人性)을 중요시 여겼다. 동방 교회의 교부인 요한네스 크리소스토무스도 이 도시 출신의 신학자이다.
그러나 비잔티움 제국의 국력이 약해지자 안티오케이아는 두 번에 걸쳐 페르시아 제국에게 넘어갔다가 637년 이후 아랍계 이슬람 왕조의 지배를 받았다. 이슬람의 지배를 받은 이후부터는 예전의 번영을 잃고 작은 중소도시로 전락했다. 969년 비잔티움 제국 황제 니케포로스 2세가 이 도시를 다시 탈환하여 제국의 변경 요새로 삼았다.
1084년에는 당시 소아시아를 휩쓴 셀주크 투르크에 점령되었다가 1098년 제1차 십자군 원정 당시 십자군이 이 도시를 점령하여 안티오키아 공국을 세웠다. 안티오키아 공국은 두 세기에 걸쳐 라틴계 로마 가톨릭 독립국가로 존재했으나 1268년 시리아 및 이집트를 손에 넣은 맘루크 왕조의 침입으로 무너졌고 안티오크는 다시 이슬람의 지배를 받았다. 이후 1517년 오스만 제국이 안티오키아를 차지한 후 제1차 세계대전까지 오스만 제국의 지배를 받았으며 오늘날에는 터키의 도시가 되었다.

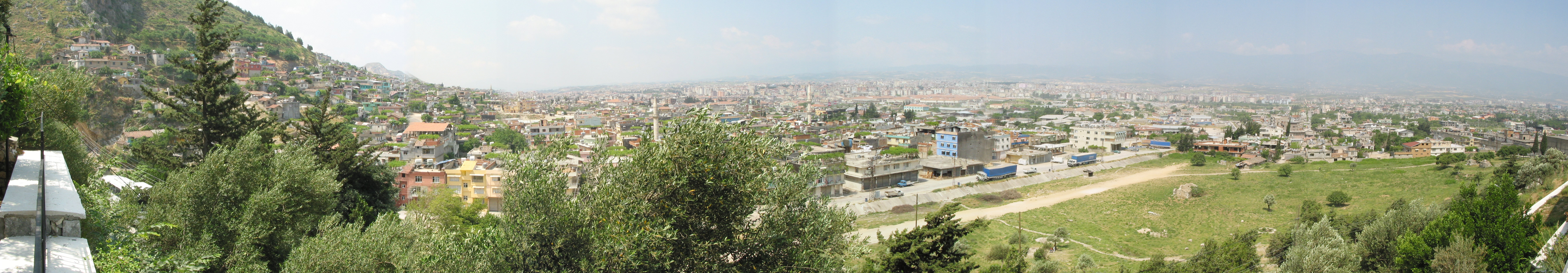
생 피에르 성당에서 본 도시의 전경

## 기후
| Antakya의 기후           | Antakya의 기후 | Antakya의 기후 | Antakya의 기후 | Antakya의 기후 | Antakya의 기후 | Antakya의 기후 | Antakya의 기후 | Antakya의 기후 | Antakya의 기후 | Antakya의 기후 | Antakya의 기후 | Antakya의 기후 | Antakya의 기후 |
| 월                       | 1월            | 2월            | 3월            | 4월            | 5월            | 6월            | 7월            | 8월            | 9월            | 10월           | 11월           | 12월           | 연간           |
| ------------------------ | -------------- | -------------- | -------------- | -------------- | -------------- | -------------- | -------------- | -------------- | -------------- | -------------- | -------------- | -------------- | -------------- |
| 일평균 최고 기온 °F (°C) | 51 (11)        | 57 (14)        | 64 (18)        | 71 (22)        | 78 (26)        | 82 (28)        | 86 (30)        | 87 (31)        | 86 (30)        | 80 (27)        | 68 (20)        | 55 (13)        | 71 (22)        |
| 일평균 최저 기온 °F (°C) | 39 (4)         | 41 (5)         | 46 (8)         | 51 (11)        | 59 (15)        | 68 (20)        | 73 (23)        | 75 (24)        | 68 (20)        | 57 (14)        | 46 (8)         | 41 (5)         | 55 (13)        |
| 평균 강수량 인치 (mm)    | 7.5 (190)      | 6.5 (170)      | 5.6 (140)      | 4.2 (110)      | 3.2 (81)       | 1.3 (33)       | 0.3 (7.6)      | 0.2 (5.1)      | 1.1 (28)       | 3.5 (89)       | 4.3 (110)      | 7.5 (190)      | 45.1 (1,150)   |
| 출처: Weatherbase        |                |                |                |                |                |                |                |                |                |                |                |                |                |